# ناحیه خاولنگ
ناحیهٔ خاوَلِنگ (به تاجیکی: Ноҳияи Ховалинг) یکی از ناحیه‌های اداری ولایت ختلان است که در جنوب کشور تاجیکستان جای دارد و مرکز این ناحیه، جماعت خاوَلِنگ است.
بر پایهٔ آمار سال ۲۰۰۲ میلادی، این ناحیه ۲۹٫۸۸۷ نفر جمعیت داشته‌است.

## تقسیمات
جماعت‌های این ناحیه بشرح زیر است:
- لاهوتی
- جام‌بخت
- خاوَلِنگ
- سرآسیاب
- شوگ‌ناو